# باموم

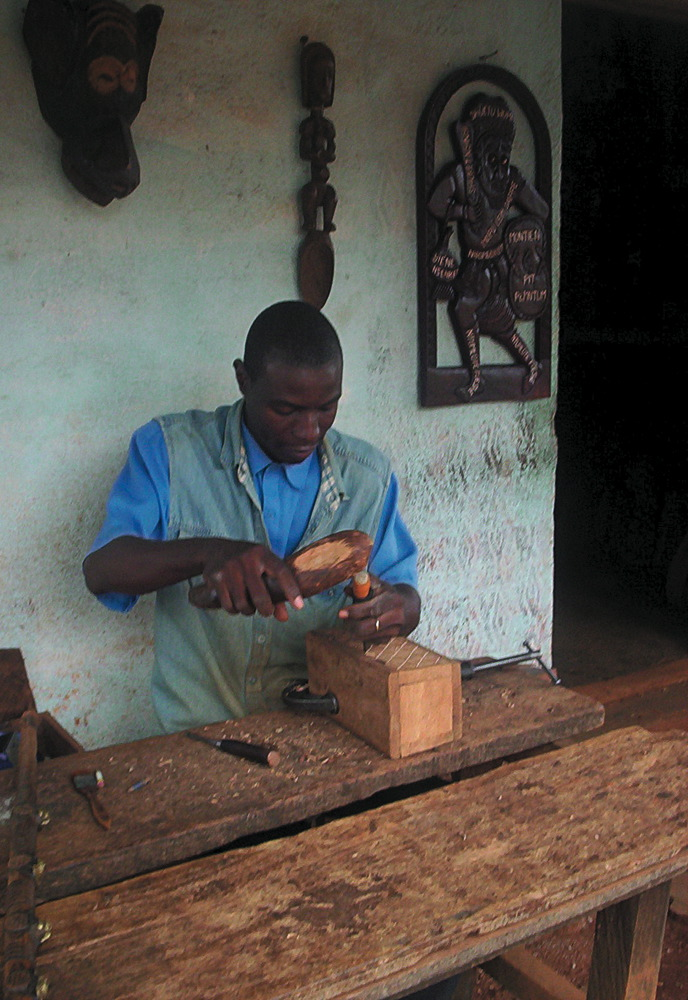
أحد فناني الباموم

الباموم Bamum أو البامون هم جماعة عرقية في الكاميرون يبلغ عددهم 215 ألف فرد.

## معرض صور

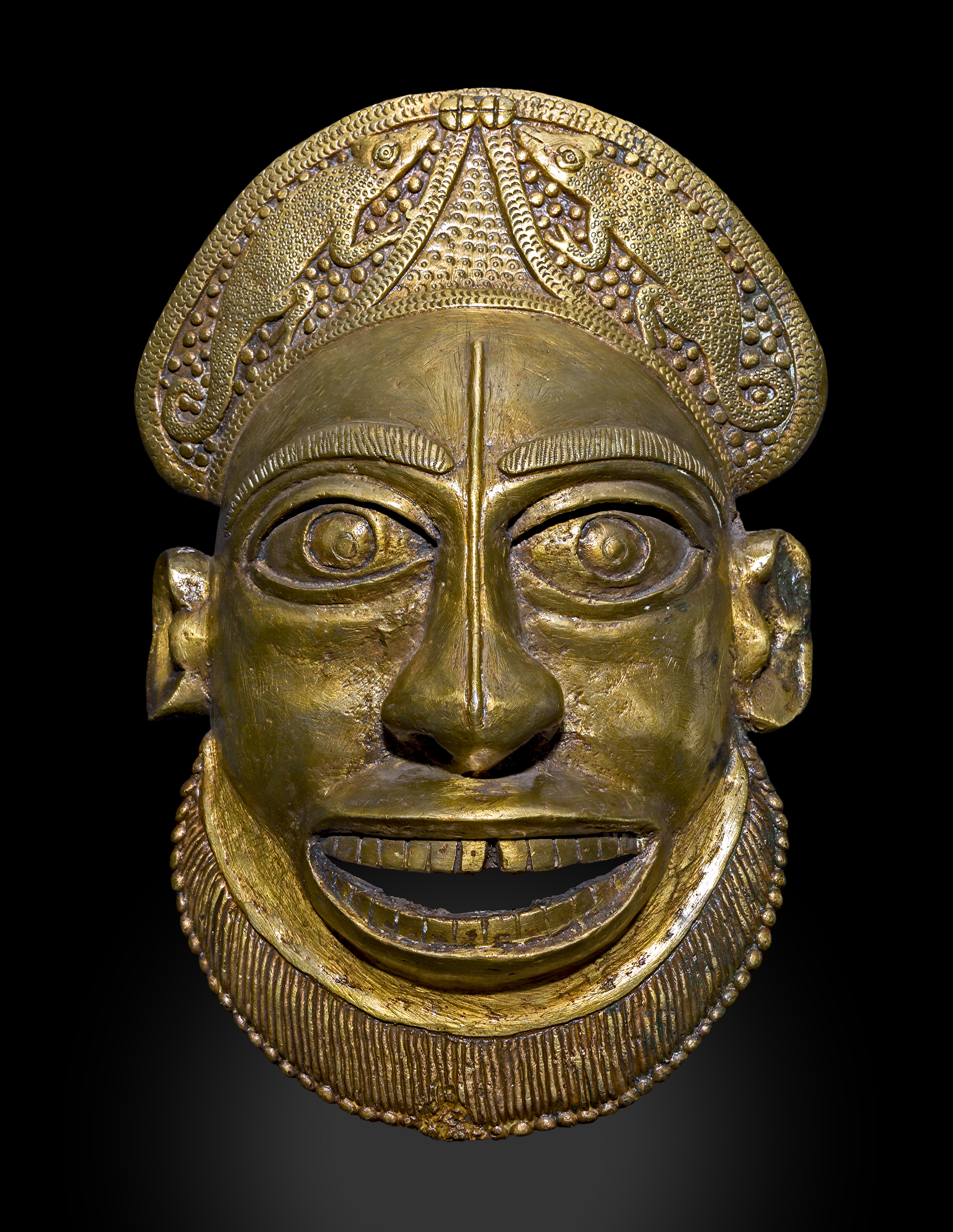
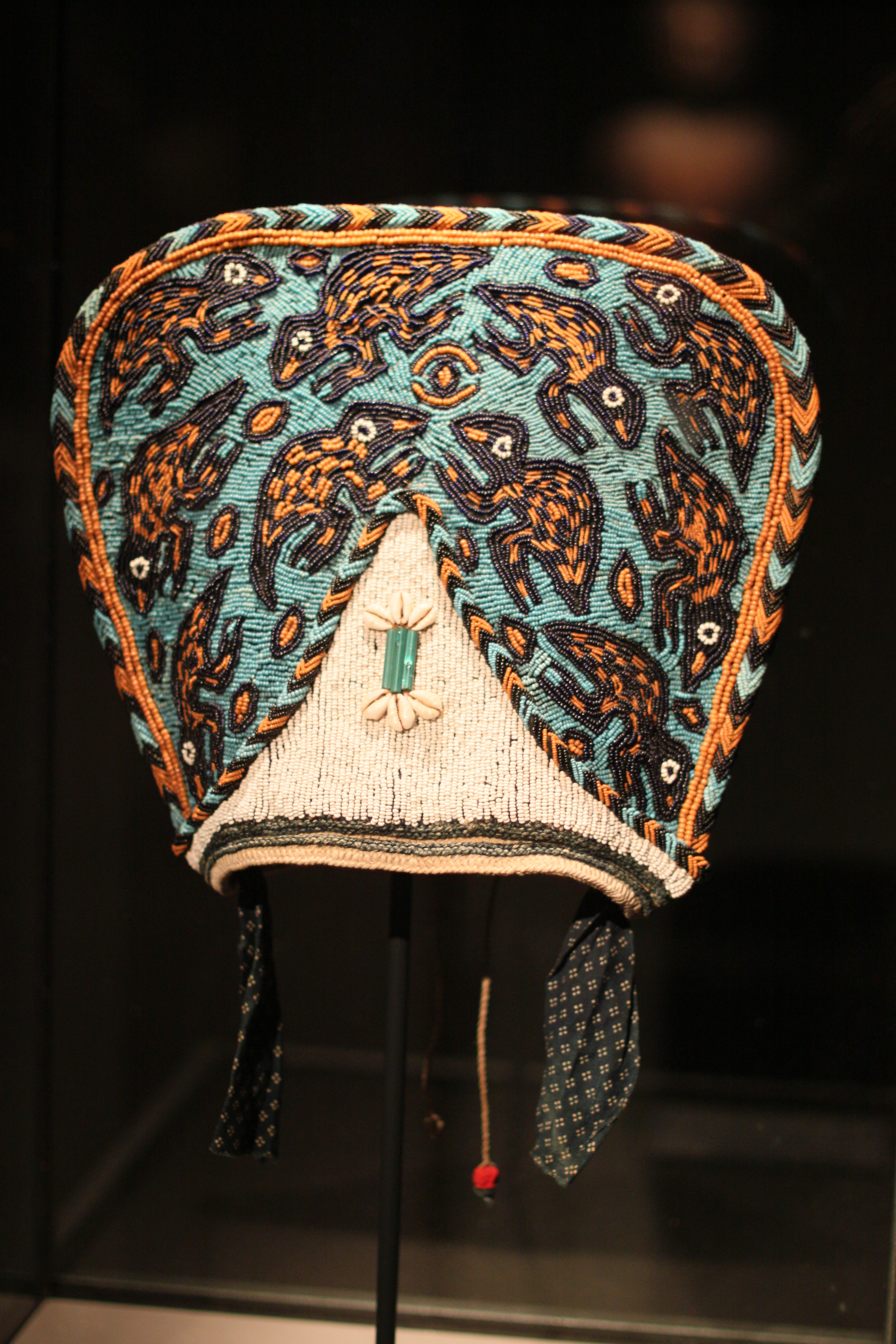
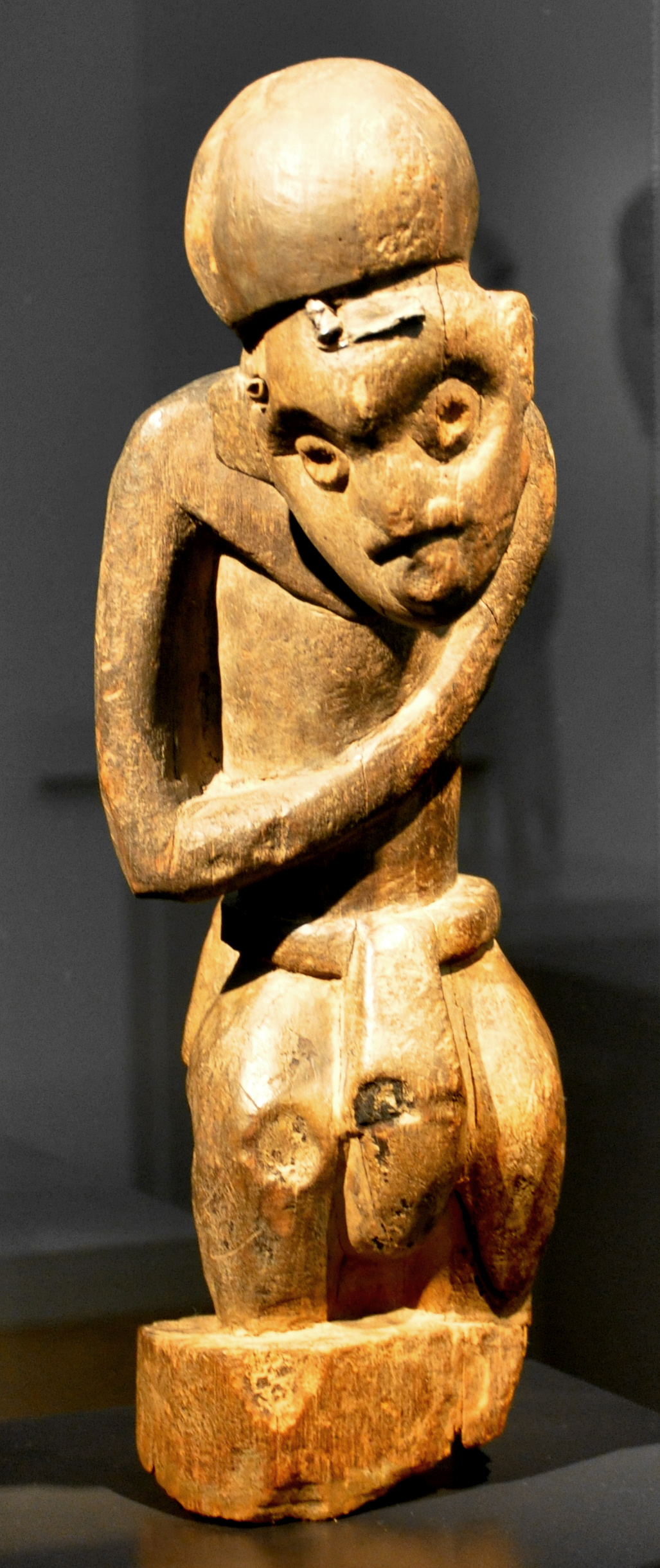
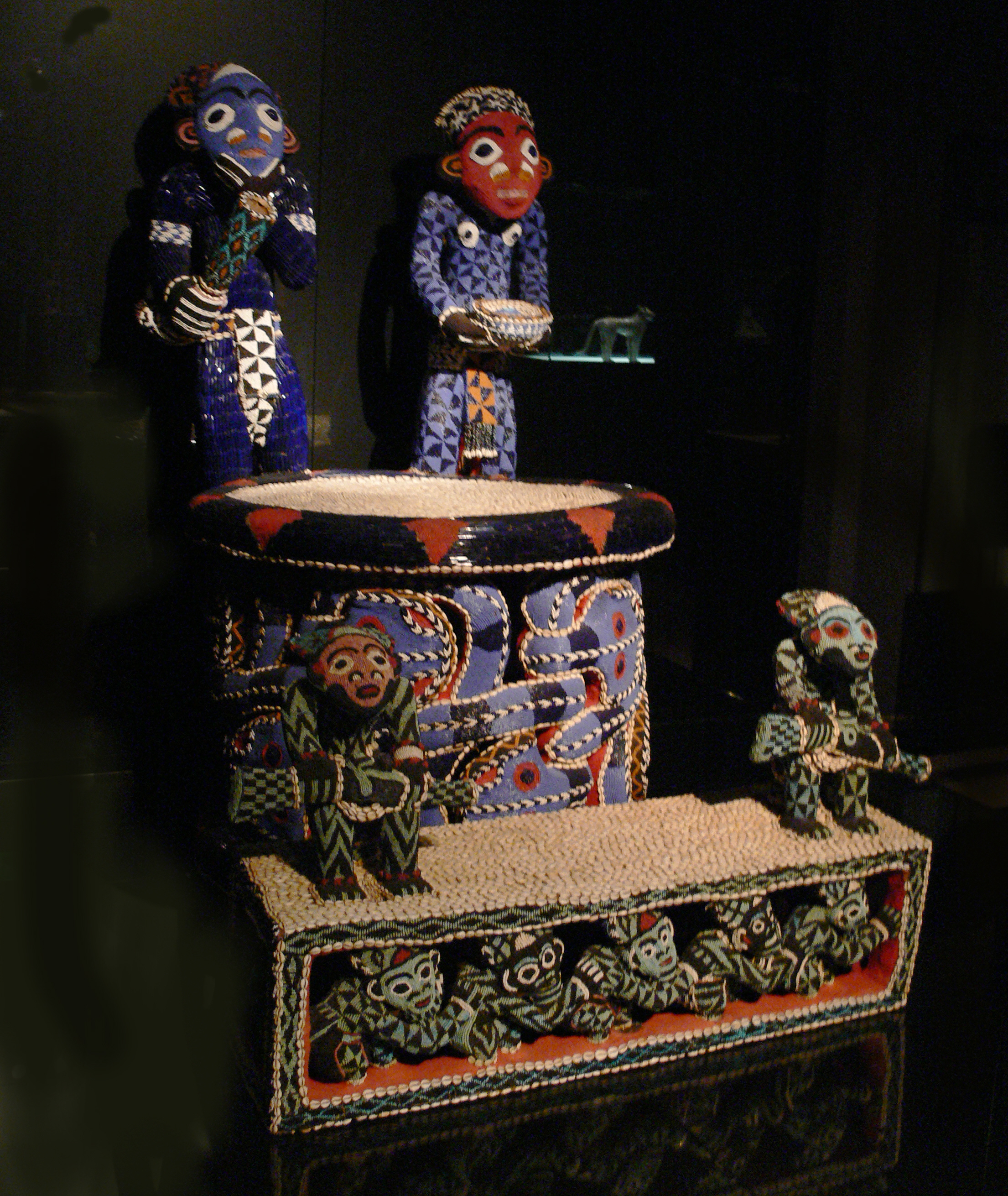